# Eunidia propinqua
Eunidia propinqua är en skalbaggsart som beskrevs av Stefan von Breuning 1939. Eunidia propinqua ingår i släktet Eunidia och familjen långhorningar.
Artens utbredningsområde är Kenya. Inga underarter finns listade i Catalogue of Life.